# Tyska köket

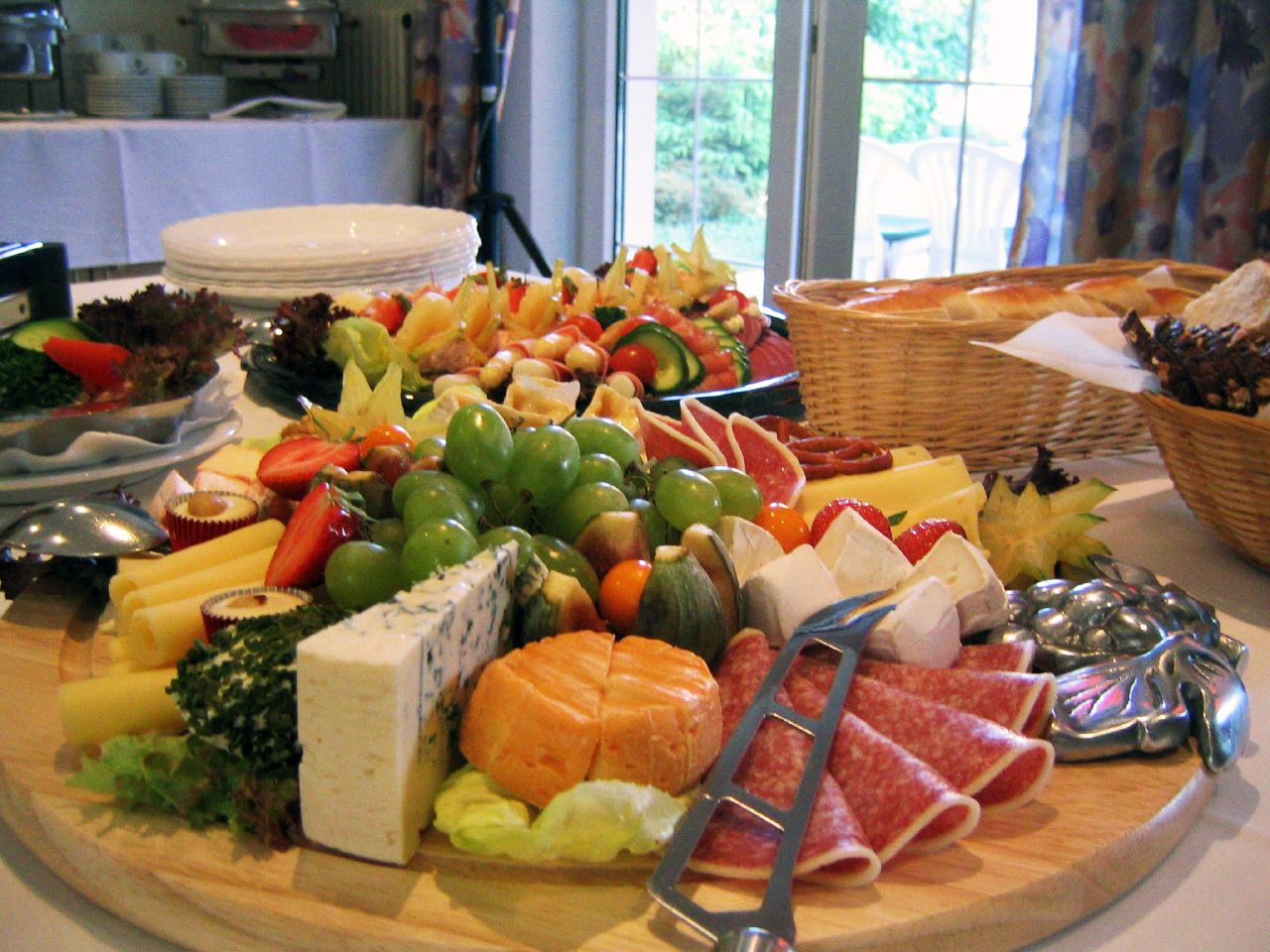
En tysk buffé med kallskuret och grönsaker.

Tyskland är ett av Europas folkrikaste länder och har en mångsidig mat- och dryckestradition, med influenser från alla väderstreck.
Några tyska regioner har egna mattraditioner, till exempel Hessen, Bayern, Thüringen, Westfalen, Niedersachsen, Schleswig-Holstein, Mecklenburg-Vorpommern, Sachsen-Anhalt och många fler.
Det tyska köket utgår oftast från kött - framförallt fläsk, nötkött och kyckling. Det finns ett stort utbud av korv och andra charkvaror. Där finns flera traditionella maträtter från olika tyska landskap. 
Kallskuret är vanligt som lunchrätt eller som tilltugg till öl eller vin. Vanliga tillbehör är bröd och potatis. Grönsaker förekommer ofta i stuvningar och soppor.
Det tyska köket har sedan medeltiden haft stort inflytande på bland annat det svenska köket. 

## Kryddor och tillsatser
Senap är den enda heta krydda som haft en lång tradition i tysk mat, men milda örtkryddor som timjan, persilja och lagerblad är vanliga.

## Drycker
Öl är den vanligaste alkoholdrycken i Tyskland - se vidare tyskt öl. Vin odlas framförallt i sydväst, se tyska viner. Tyska spritdrycker är ofta rikt kryddade; ett exempel är Jägermeister.